# Tommy Kono
Tommy Kono, Tamio Kono (Sacramento, Kalifornia, 1930. június 27. – Honolulu, 2016. április 24.) kétszeres olimpiai bajnok amerikai súlyemelő.

## Pályafutása
Három olimpián vett részt. 1952-ben, Helsinkiben és 1956-ban, Melbourne-ben aranyérmes lett, az 1960-as római olimpián ezüstérmet szerzett. Hat világbajnoki és három pánamerikai aranyérmet nyert pályafutása során.

## Sikerei, díjai
- Olimpiai játékok
  - aranyérmes: 1952, Helsinki, 1956, Melbourne
  - ezüstérmes: 1960, Róma
- Világbajnokság
  - aranyérmes: 1953, Stockholm, 1954, Bécs ,1955, München, 1957, Teherán, 1958, Stockholm, 1959, Varsó
  - ezüstérmes: 1962, Budapest
  - bronzérmes: 1961, Bécs
- Pánamerikai játékok
  - aranyérmes: 1955, Mexikóváros, 1959, Chicago, 1963, São Paulo